# Muscă de carne
Termenul de muscă de carne este folosit adesea pentru a desemna laolaltă membrii familiei Sarcophagidae (din grecescul σάρκο sarco- = carne, φάγε phage = consumator; aceeași rădăcină și ca "sarcofag"). Aceste muște sunt foarte diferite de celelalte din cauza faptului că sunt ovovivipare. Unele larve ale acestor muște sunt paraziți interni pentru alte insecte ca cele din ordinul Orthoptera și în particular unele din Miltogramminae, sau cleptoparaziți ale himenopterelor solitare. 